# 馬中珮
馬中珮（1966年—），生於台灣台北市，擁有美國與中華民國雙國籍，天文物理學者，柏克萊加州大學天文物理學教授，臺灣中央研究院天文所兼任研究員。

## 生平
馬中珮是知名新聞學者馬驥伸和資深新聞人黃肇珩的女兒。私立靜心幼稚園，私立復興小學、復興中學初中部畢業。高中就讀臺北市立第一女中，於16歲時獲得全臺灣青少年小提琴競賽冠軍。升高中三年級時，她想要接受美國的一流大學的教育以及跟隨名師繼續學習小提琴，決定休學，至美國德州休斯頓的的叔叔家，準備在美國就讀高三。在9月赴美後，因為美國的高中已經開學，來不及入學，在一個月的準備後，她通過SAT考試，申請上麻省理工學院，因此進入麻省理工大學就讀，主修物理。在此一路攻讀到博士學位。同時，至波士頓新英格蘭音樂學院修讀小提琴表演課程，並登台演出。
在大學時代，她最早跟隨阿兰·古斯，從事理論天體物理學。在宇宙背景探測者的實驗結果公布後，在博士的最後一年，她決定改變領域，改為偏重實驗及探測方向的研究，其博士指導教授是埃德蒙·博钦格。之後歷任加州理工學院博士後研究、賓州大學天文及物理學系助理教授、柏克萊加州大學天文研究員。現任柏克萊加州大學天文物理學教授，及兼任臺灣中央研究院天文及天文物理研究所研究員。
馬中珮研究的主題是天文物理和宇宙學。

## 家庭
馬中珮已婚，並育有一子。

## 學術榮譽
- 1997年「安妮卡農獎（Annie Canon Award）」。
- 2000年海外華人物理學會「年度傑出年輕研究學者獎」。
- 2001年海外華人物理學會「傑出人員獎」。
- 2003年美國物理學會瑪麗亞·格佩特-梅耶獎
- 2012年中國北京鳳凰衛視「影響世界華人獎」。
- 2020年獲選為美國人文與科學院院士 [2]。
- 2024年当选中央研究院院士。[3]

## 外部連結
- Chung-Pei Ma （页面存档备份，存于）
- 觀天象 拉提琴 馬中珮，真行 （页面存档备份，存于）
- 黑洞研究也是黑洞 馬中珮靠興趣持之以恆 （页面存档备份，存于）中央社 4-07-2016
- 震動全球天文學界的馬中珮 （页面存档备份，存于）Atlanta Chinese News 1-17-2014